# Trhový Štěpánov
Trhový Štěpánov (in tedesco Markt Stiepanau) è una città della Repubblica Ceca facente parte del distretto di Benešov, in Boemia Centrale.